# 新格里戈里夫卡 (敖德薩州)
47°33′13″N 30°19′0″E / 47.55361°N 30.31667°E
新赫里霍里夫卡（烏克蘭語：Новогригорівка）是位於烏克蘭西南部的村莊，由敖德萨州贝雷济夫卡区的安德里耶沃-伊萬尼夫卡市鎮負責管轄。該村始建於1924年，面積0.71平方公里，海拔高度41米，2001年人口291，人口密度每平方公里409.86人。